# Kasur
Kasur es una ciudad en la provincia de Punyab, en Pakistán.

## Localización y acceso
Situada a 55 km al sudeste de Lahore, en la frontera entre India y Pakistán, tiene 288.181 habitantes en 2007, con una densidad de 595 hab./km². La estimación 2010 refiere a 321.954 habitantes.  La autopista Kasur-Lahore, de 6 vías fue inaugurada por el presidente Pervez Musharraf a finales de 2007.

## Orígenes
Dice la leyenda que fue fundada por Kush (o Kusha), uno de los dos hijos gemelos de Rama y Sita (avatares o encarnaciones de Vishnú y Lakshmi respectivamente).

## Cotos (áreas residenciales)
Esta ciudad es un agregado de ciudadelas fortificadas, llamadas cotos, pequeñas en sí, más juntas forman una ciudad considerable. En 1592 originalmente había 12 colonias residenciales principales construidas bajo la éjida de Mogul Chagatai descendiente del Genghis Khan Jalaluddin Muhammad Akbar en promulgación de una gracia extendida a mogoles y pastunes.
Los nombres de los 12 cotos son:
1. Pacca Qila
2. Nawan Qila
3. Azam Khan
4. Ghulam Mohammad Khan
5. Murad Khan
6. Haleem Khan
7. Peeraan
8. Fateh Din Khan
9. Usman Khan
10. Badar-ud-Din Khan
11. Ruken Din Khan
12. Nawab Hussain Khan

Las siguientes áreas residenciales se construyeron después:
- Khara Road
- Pakeeza Colony
- Bhatta Gorian Wala
- Munir Shaheed Colony
- Ghulam Muhammad Khan
- Mir Baz Khan
- Sherbaz Khan
- Abdul Qadir
- Rod Kot
- Dhoor Kot
- Jinnah Colony
- Baghdadia Colony
- Bulley Shah Colony
- Mushtaq Colony
- Ghosia Colony
- Gulberg Colony
- Gora Nagar
- Fazal Colony
- Roshan Colony
- Shakoor Colony
- Bhasar Pura
- Sheikh Bhago
- Rukan Pura
- Salamat Pura
- Din Garh
- Ali Garh
- Niaz Nagar
- Wylie Pur
- Jamat Pura
- Kirshna Nagar
- Syed Chiragh Shah Town
- Basti Sabir Wali
- Basti Barat Shah
- Basti Qadir Abad
- Basti Babian Wali
- Basti Noor Shah Wali
- Garden View Housing Scheme Steel Bagh

## Clima
Ciudad de extremos climáticos; los veranos comienzan en abril y llega hasta septiembre. Junio es el mes más caluroso. Tº media máxima y mínima para ess mes es cerca de 40 y de 27 °C respectivamente. Los inviernos van de noviembre a marzo, siendo enero el más frío. Tº media máxima y mínima para ese mes más frío es 20 y 6 °C respectivamente.

### Lluvias
Hacia fines de junio, aparecen condiciones de monzón durando los siguientes dos y medio meses con temporada lluviosa alternados con intervalos de tiempo sofocante. En invierno llueve de enero, a marzo, entre 23 a 31 mm . Kasur no tiene estación meteorológica, si en Lahore.

## Equipamientos

### Educativos
- Colegio Gubernamental Islamia
- Moon Star Public High School Krishna Nager
- Saint Paul Joseph Christen School
- Kasur Model High School
- Govt. High School Kacha Pacca
- Kasur Public School
- Bhatti International Public School Archivado el 8 de marzo de 2021 en Wayback Machine.
- Main Khara Road, Kasur
- Dhing Shah Model High School, Khudian
- Sadiq memorial High School, Khudian
- Government Model High School
- Government Degree College for Women
- Pakistan Model High School
- Allama Iqbal Cadit High School
- Bank Model High School
- Sharif Model High School (Campos en Bhatta Gorian Wala, Kot Rukin Din Khan Kasur, Muhalla Haji Shah Sharif, Near Khan Mehal Cinma Raiwind Road, & Kot Usman Khan)
- Al-Madina Ideal High School Khara Road
- Pappa Educational Academy of Literature & Sciences
- Beaconhouse Educators, franquicia del Grupo Beaconhouse.

### Salud pública
Pocas especialidades médicas se hallan disponibles, y los pacientes se atienden en la ciudad cercana de Lahore.

### Medios
New Radio Channel, en Kasur (FM 92)

### Gas
En 2004, se inaugura el oleoducto de Lahore a Kasur, dando a los residentes acceso al gas para domicilios, pero la cobertura no es completa en la ciudad.

## Economía local
Kasur es famosa por su producción de cueros de alta calidad, y también indumentaria.

### Bancos
- Banco Alflah Limited Railway Road Kasur
- Banco Al Habib Railway Road Kasur
- Banco Alfalah Limited
- Habib Bank Limited (2 sucursales)
- National Bank (2 sucursales)
- Muslim Commercial Bank Limited (8 sucursales)
- United Bank Limited
- Allied Bank Limited (2 sucursales)
- Meezan Bank Limited Railway Road Kasur
- Habib Metro Bank Railway Road Kasur
- Picic Commercial Bank Limited Railway Road Kasur
- Askar Bank Chok Chandai